# 議員立法
議員立法（ぎいんりっぽう）とは、立法府に所属する議員の発議により成立した法律の俗称である。議員による法律案の提出などの立法行為そのものを指す場合もある。

## 日本の国会
日本の国会において成立する法律案の大多数が行政府たる内閣提出のものである。慣行として内閣提出の法律案を優先して審議する傾向にあり、議員の発議による法律案は提出されてもほとんど審議されることなく廃案または継続審議となることが多い。こうした背景から、国会議員による立法を特に議員立法と呼ぶようになった。また、両議院の委員会の提案する議案も議員立法にあたる。衆議院議員が提出した法律案は「衆法」、参議院議員が提出した法律案は「参法」と称される。
実際に議員立法として成立する法律案は、議員が熱心にその問題に取り組んでいたり、利益団体から政治献金を受けた議員が立法することもある。また国会関係の法律、例えば国会法、国会議員の歳費、旅費及び手当等に関する法律の一部を改正する法律は議員立法によるのが通例である。
既存の法律に対する整合性など、法律案そのものは作成に特殊な専門知識が要求されること等もあり、行政府の官僚が関与している場合が多い。その他、内閣が法案を提出する場合は、与党への事前説明等、手続がより煩雑になることから、それを避けるために議員立法の形式がとられる「依頼立法」もあり、この場合は完全に形式のみの議員立法となる。
日本では、国会が成立させた法律について内閣に拒否権を認めていないため、たとえ内閣の方針に反していても法律として直ちに成立するが、実際には2025年の政治状況を例外として与党が衆議院、参議院のどちらかにおいては過半数を握っていたため、政府・与党と利害が対立する議員立法に対して衆議院過半数である与党が党議拘束で否決の方針をとった場合、法案を成立させることができずに廃案に至っていた。ただし、一部の与党議員が党の方針に反して賛成（造反）し、または少数与党政権で野党が統一して賛成し、もしくは多党連立政権で一部の与党が連立を無視して賛成することで、両院で法案賛成派が過半数以上になれば成立する例外も想定される。

### 発議の要件

#### 国会法による制限
法律上の制度では、衆議院では20名以上、参議院では10名以上の賛成がないと提案することができない。さらに予算を伴う場合はそれぞれ50名、20名以上の賛成が必要となる（国会法56条）。この制限は成立の見込みが全くないのに少数の国会議員が露骨な地元利益還元を目標とする「お土産法案」提出の乱発を防止するために規定された。

#### 機関承認の慣例
さらに、衆議院においては、議員の所属する会派が機関承認をしていない場合、法案の発議は受理していない。各会派は議院事務局に、会派の承認の無い議員立法を受理しないよう申し入れ、事務局がこれにしたがっているためである。1952年4月24日の保守合同前の自由党の幹事長が党四役の署名がない場合は受理しないことを衆議院議事課長および議案課長宛の手紙で要請したのが前例となって現在まで続いている。
これにより、議員が単純に賛同者を集めただけでは提案できない。法令上の要件を満たしている議案を、事務局が政党執行部の申し入れにしたがって法案を受理しないのは、会派内部の規定による議員への統制（会派の除名など）とは異なり、法令上問題があるとの見解がある。平成5年、「国政における重要問題に関する国民投票法案」が九十二名の賛成者名簿とともに衆議院事務局に提出されたが、機関承認がないことを理由に事務局によって保留され、会期末を迎え不受理に終わった。この件に関する損害賠償請求は、議院の自律権の範囲内であるとして、裁判所の審査権は及ばないとして棄却されている（東京高判平成9年6月18日判時1618号71頁。原審・東京地判平成8年1月9日訟務月報43巻4号1148頁）。

### 法案作成の援助
これらの法律案の作成においては、両議院にそれぞれ設置された議院法制局が議員に協力する。議員の立案依頼に対して、その原案の問題点などを指摘し、これを繰り返して作られた法案を最終的に議院法制局が審査し、問題が無ければ議員により提出される。なお、議院法制局の人員数が政府のそれと比して少ない等の要因のため、法案起草の過程において政府（各府省）による非公式の内容確認（実質的な審査）が議院法制局からの善意の情報提供という形式によって実施される場合もある。

### 議員立法によって成立した法律の例
- 国会議員の特別手当に関する法律（昭和22年8月23日法律第95号、廃止ずみ。日本国憲法下での最初の議員立法）
- 優生保護法（昭和23年7月13日法律第156号、現母体保護法）
- 文化財保護法（昭和25年5月30日法律第214号）
- 動物の保護及び管理に関する法律（昭和48年10月1日法律第105号、現動物の愛護及び管理に関する法律）
- 無限連鎖講の防止に関する法律（ネズミ講防止法、昭和53年11月11日法律第101号）
- 貸金業の規制等に関する法律（昭和58年5月13日法律第32号、現貸金業法）
- 公文書館法（昭和62年12月15日法律第105号）
- 臓器の移植に関する法律（平成9年7月16日法律第104号）
- 特定非営利活動促進法（平成10年3月25日法律第7号）
- 児童買春、児童ポルノに係る行為等の処罰及び児童の保護等に関する法律（平成11年5月26日法律第52号、現児童買春、児童ポルノに係る行為等の規制及び処罰並びに児童の保護等に関する法律）
- 国立公文書館法（平成11年6月23日法律第79号）
- ダイオキシン類対策特別措置法（平成11年7月16日法律第105号）
- ストーカー行為等の規制等に関する法律（ストーカー規制法、平成12年5月24日法律第81号）
- 児童虐待の防止等に関する法律（平成12年5月24日法律第82号）
- 配偶者からの暴力の防止及び被害者の保護に関する法律（DV防止法、平成13年4月13日法律第31号、現配偶者からの暴力の防止及び被害者の保護等に関する法律）
- 文化芸術振興基本法（平成13年12月7日法律第148号、現文化芸術基本法）
- 子どもの読書活動の推進に関する法律（平成13年12月12日法律第154号）
- 性同一性障害者の性別の取扱いの特例に関する法律（平成15年7月16日法律第111号）
- 犯罪被害者等基本法（平成16年12月8日法律第161号）
- 公共工事の品質確保の促進に関する法律（公共工事品確法、平成17年3月31日法律第18号）
- 文字・活字文化振興法（平成17年7月29日法律第91号）
- 偽造カード等及び盗難カード等を用いて行われる不正な機械式預貯金払戻し等からの預貯金者の保護等に関する法律（偽造・盗難カード預金者保護法、平成17年8月10日法律第94号）
- 探偵業の業務の適正化に関する法律（探偵業法、平成18年6月8日法律第60号）
- 自殺対策基本法（平成18年6月21日法律第85号）
- がん対策基本法（平成18年6月23日法律第98号）
- 日本国憲法の改正手続に関する法律（平成19年5月18日法律第51号）
- 特定フィブリノゲン製剤及び特定血液凝固第IX因子製剤によるC型肝炎感染被害者を救済するための給付金の支給に関する特別措置法（平成20年1月16日法律第2号）
- 宇宙基本法（平成20年5月28日法律第43号）
- 青少年が安全に安心してインターネットを利用できる環境の整備等に関する法律（青少年ネット規制法、平成20年6月18日法律第79号）
- ハンセン病問題の解決の促進に関する法律（平成20年6月18日法律第82号）
- 公共サービス基本法（平成21年5月20日法律第40号）
- 美しく豊かな自然を保護するための海岸における良好な景観及び環境並びに海洋環境の保全に係る海岸漂着物等の処理等の推進に関する法律（平成21年7月15日法律第82号）
- 肝炎対策基本法（平成21年12月4日法律第97号）
- 障害者虐待の防止、障害者の養護者に対する支援等に関する法律（平成23年6月24日法律第79号）
- 東日本大震災による被害を受けた合併市町村に係る地方債の特例に関する法律（平成23年8月30日法律第102号、現東日本大震災等に伴う合併市町村に係る地方債の特例に関する法律）
- 東日本大震災関連義援金に係る差押禁止等に関する法律（平成23年8月30日法律第103号）
- いじめ防止対策推進法（平成25年6月28日法律第71号）
- 雨水の利用の推進に関する法律（平成26年4月2日法律第17号）
- 過労死等防止対策推進法（平成26年6月27日法律第100号）
- サイバーセキュリティ基本法（平成26年11月12日法律第104号）
- 私事性的画像記録の提供等による被害の防止に関する法律（リベンジポルノ規制法、平成26年11月27日法律第126号）
- 国会議事堂、内閣総理大臣官邸その他の国の重要な施設等、外国公館等及び原子力事業所の周辺地域の上空における小型無人機等の飛行の禁止に関する法律（ドローン規制法、平成28年3月18日法律第9号、現重要施設の周辺地域の上空における小型無人機等の飛行の禁止に関する法律）
- 平成二十八年熊本地震災害関連義援金に係る差押禁止等に関する法律（平成28年6月3日法律第67号）
- 本邦外出身者に対する不当な差別的言動の解消に向けた取組の推進に関する法律（平成28年6月3日法律第68号）
- 国外犯罪被害弔慰金等の支給に関する法律（平成28年6月7日法律第73号）
- 民間公益活動を促進するための休眠預金等に係る資金の活用に関する法律（平成28年12月9日法律第101号）
- 部落差別の解消の推進に関する法律（平成28年12月16日法律第109号）
- 建設工事従事者の安全及び健康の確保の推進に関する法律（建設職人基本法、平成28年12月16日法律第111号）
- 特定複合観光施設区域の整備の推進に関する法律（IR推進法、平成28年12月26日法律第115号）
- 政治分野における男女共同参画の推進に関する法律（平成30年5月23日法律第28号）
- 平成三十年特定災害関連義援金に係る差押禁止等に関する法律（平成30年7月27日法律第81号）
- 特定興行入場券の不正転売の禁止等による興行入場券の適正な流通の確保に関する法律（チケット不正転売禁止法、平成30年12月14日法律第103号）
- 成育過程にある者及びその保護者並びに妊産婦に対し必要な成育医療等を切れ目なく提供するための施策の総合的な推進に関する法律（平成30年12月14日法律第104号）
- 旧優生保護法に基づく優生手術等を受けた者に対する一時金の支給等に関する法律（平成31年4月24日法律第14号、現旧優生保護法に基づく優生手術等を受けた者等に対する補償金等の支給等に関する法律）
- 食品ロスの削減の推進に関する法律（令和元年5月31日法律第19号）
- 日本語教育の推進に関する法律（令和元年6月28日法律第48号）
- 愛玩動物看護師法（令和元年6月28日法律第50号）
- 死因究明等推進基本法（令和元年6月12日法律第33号）
- 生殖補助医療の提供等及びこれにより出生した子の親子関係に関する民法の特例に関する法律（令和2年12月11日法律第76号）
- 教育職員等による児童生徒性暴力等の防止等に関する法律（令和3年6月4日法律第57号）
- 共生社会の実現を推進するための認知症基本法（令和5年6月16日法律第65号）
- 性的指向及びジェンダーアイデンティティの多様性に関する国民の理解の増進に関する法律（令和5年6月23日法律第68号）

## 日本の地方議会
地方議会においても国会と同様の傾向が見られ、成立する条例案のほとんどは首長提出のものである。

## アメリカ合衆国
アメリカ合衆国では厳格に三権分立がなされており、大統領には連邦議会に対する法案提出権さえ認められておらず、議員立法のみとなっている。ただし、教書を送付し立法化を促したり、近しい議員に法律案の提出を依頼する、拒否権を背景に法案を修正させるなどして、立法過程に関与することは可能である。また貿易促進権限に基づく通商協定の実施法案については、大統領が上下両院に実施法案を送付し、大統領の送付した法案が、上下両院の与党院内総務（またはその指名したもの）により同時に両院に提出されるという手続きが定められている。